# Râul Vulturul
Râul Vulturul este un curs de apă, afluent al râului Tisa. 